# Cardiochiles tibialis
Cardiochiles tibialis är en stekelart som beskrevs av Hedwig 1957. Cardiochiles tibialis ingår i släktet Cardiochiles och familjen bracksteklar. Inga underarter finns listade.